# Franz Elfried Wimmer
Franz Elfried Wimmer, född den 30 november 1881 i Niederschrems, död den 2 maj 1961 i Wien, var en österrikisk botaniker som var specialiserad på fröväxter.
Auktorsnamnet E.Wimm. kan användas för Franz Elfried Wimmer i samband med ett vetenskapligt namn inom botaniken; se Wikipediaartiklar som länkar till auktorsnamnet.